# Doug Eggers
Douglas Boyd Eggers (* 21. September 1930 in Wagner, South Dakota; † 3. Juni 2025) war ein US-amerikanischer American-Football-Spieler. Er spielte als Linebacker in der National Football League (NFL) bei den Baltimore Colts und den Chicago Cardinals.

## Spielerlaufbahn
Doug Eggers besuchte in seiner Geburtsstadt die Highschool und studierte von 1949 bis 1951 an der South Dakota State University. Dort spielte er als Linebacker für die Jackrabbits der Footballmannschaft des Colleges. Im Jahr 1951 fungierte er als Mannschaftskapitän und wurde in die Auswahlmannschaft der Liga gewählt. Aufgrund seiner sportlichen Leistungen wurde er von seinem College dreimal ausgezeichnet.
Nach Beendigung seines Studiums schloss sich Douglas Eggers der United States Army und spielte Football in einer Militärmannschaft unter Head Coach Al Davis. Nach Beendigung seiner Militärzeit bestritt er jeweils ein Probetraining bei den Philadelphia Eagles und den Baltimore Colts. Für ein Handgeld von 500 US-Dollar unterschrieb er einen Profivertrag bei den Baltimore Colts, die von Weeb Ewbank betreut wurden. Nach der Saison 1957 wechselte Eggers zu den Chicago Cardinals und beendete nach der Spielrunde 1958 seine Laufbahn. Im Jahr 1980 wurde er von seinem College in die South Dakota State University Sports Hall of Fame aufgenommen.

## Nach der Spielerlaufbahn
Doug Eggers betrieb bis zu seinem Ruhestand eine Verleihfirma für Baumaschinen. Die Firma besitzt mehrere Niederlassungen und wird derzeit von seinem Sohn geleitet. Er lebte in Savage, Maryland. Eggers verstarb am 3. Juni 2025 im Alter von 94 Jahren.